# Mil Máscaras
Mil Máscaras, geboren als Aaron Rodríguez (San Luis Potosí, 15 juli 1942) is een Mexicaans gemaskerd professioneel worstelaar (Spaans: luchador enmascarad).
In hun vaderland Mexico, is Máscaras samen met El Santo en Blue Demon de drie grootste en de bekendste lucha libre-worstelaars.
Naast zijn carrière in de worstelwereld, is Máscaras ook actief als filmacteur die in meer dan 20 Mexicaanse films heeft verschenen.

## Persoonlijk leven
Máscaras heeft twee broers die bekend zijn onder de ringnamen Dos Caras en Sicodélico. Een van zijn neven, Alberto Rodríguez is ook een professioneel worstelaar die momenteel actief is in de WWE als Alberto Del Rio en was voorheen bekend als Dos Caras Jr..

## Prestaties

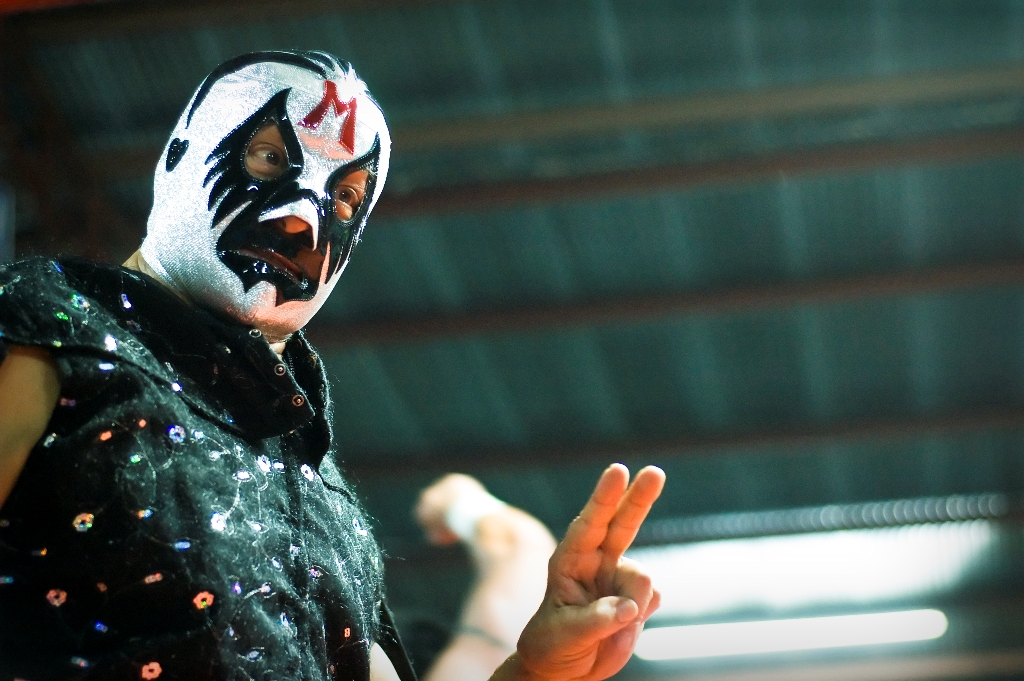
Máscaras in 2009

- Alianza Latinoamericana de Lucha Libre
  - ALLL World Heavyweight Championship (1 keer)

- All Japan Pro Wrestling
  - PWF United States Heavyweight Championship (1 keer)

- Cauliflower Alley Club
  - Other inductee (2006)

- Commission de Box y Lucha Libre Mexico D.F.
  - Mexican National Light Heavyweight Championship (2 keer)

- International Wrestling Association (Georgia)
  - IWA World Heavyweight Championship (1 keer, huidig)

- National Wrestling Alliance
  - NWA Hall of Fame (Class of 2009)

- NWA Big Time Wrestling – World Class Wrestling Association
  - NWA American Tag Team Championship (1 keer: met Jose Lothario)
  - NWA Texas Tag Team Championship (1 keer: met Jose Lothario)
  - WCWA World Tag Team Championship (1 keer: met Jeff Jarrett)

- NWA Hollywood Wrestling
  - NWA Americas Heavyweight Championship (3 keer)
  - NWA Americas Tag Team Championship (3 keer: met Alfonso Dantés (1x) en Ray Mendoza (2x))

- Professional Wrestling Hall of Fame and Museum
  - (Class of 2010)

- Pro Wrestling Illustrated
  - PWI Most Popular Wrestler of the Year (1975)

- Tokyo Sports Grand Prix
  - Best Bout Award (1977) vs. Jumbo Tsuruta op 25 augustus

- World Wrestling Association (Los Angeles)
  - WWA Americas Heavyweight Championship (1 keer)

- World Wrestling Association (Mexico)
  - WWA World Heavyweight Championship (2 keer)

- World Wrestling Entertainment
  - WWE Hall of Fame (Class of 2012)

- Wrestling Observer Newsletter awards
  - Wrestling Observer Newsletter Hall of Fame (Class of 1996)